# Mario Paint
Mario Paint (マリオペイント?, Mario Peinto) è un videogioco educativo sviluppato da Nintendo Research & Development 1 e Intelligent Systems e pubblicato da Nintendo nel 1992 per il Super Nintendo Entertainment System. Mario Paint è costituito da un editor di grafica raster, un programma di animazione, un compositore musicale e un minigioco punta e clicca, tutti progettati per essere utilizzati con la periferica Super NES Mouse, con cui il gioco è stato confezionato e venduto assieme ad un mousepad. Come si può intuire dal nome, il gioco è a tema Mario e presenta sprite ed effetti sonori presi da o sulla scia di Super Mario World. 

## Modalità di gioco
Oltre ad essere un programma base di disegno, Mario Paint permette al giocatore di creare dei timbri personalizzati pixel per pixel e delle semplici animazioni. Le animazioni create dal giocatore possono essere visualizzate solamente sullo schermo di un televisore.
In aggiunta, il gioco include 60 texture e pattern differenti, 75 tipi di timbri, 15 timbri personalizzabili e 9 effetti speciali di transizione diversi tra le scene durante la cancellazione.
Mario Paint contiene un minigioco d'azione frenetico il cui obiettivo è schiacciare delle mosche, Gnat Attack, il quale trae grandi vantaggi dallo SNES Mouse. Il giocatore controlla una mano guantata (simile a quella vista nello schermo del titolo), che deve schiacciare gli insetti volanti con uno schiacciamosche, prima di essere punto. Sono presenti tre livelli, ognuno con 100 insetti ed un boss. Dopo aver sconfitto il boss finale, il minigioco reinizia dal primo livello ed aggiunge una piccola icona in alto a sinistra dello schermo.
Un easter egg è presente nello schermo del titolo di Mario Paint. Il giocatore può cliccare ogni lettera del titolo per causare effetti. Alcune lettere cambiano la musica, fanno correre uno Yoshi sullo schermo, fanno crescere e restringere Mario, eccetera.

## Successori
Una ripubblicazione del 1997 intitolata BS Mario Paint: Yuu Shou Naizou Ban fu distribuita al mercato giapponese attraverso Satellaview. Questa versione di Mario Paint venne solo modificata in modo da usare il gamepad anziché lo SNES Mouse.
Un sequel non ufficiale di Mario Paint venne chiamato Mario Paint 64 durante il suo sviluppo, e venne pubblicato nel 1999 come l'esclusiva giapponese Mario Artist: Paint Studio, titolo di lancio per il Nintendo 64DD. Nintendo incaricò la casa sviluppatrice Software Creations, che descrisse l'idea originale del gioco come "un seguito a Mario Paint in 3D per il Nintendo 64". Paint Studio è stato descritto da IGN e da Nintendo World Report come il "diretto seguito" di Mario Paint ed il suo "successore spirituale". Infatti, oltre ad essere confezionato con il mouse del suo sistema, Paint Studio include lo stesso minigioco presente in Mario Paint, il cui obiettivo è schiacciare delle mosche.
La Composer Mode fu ripubblicata nel 2008 per Windows in un programma chiamato Mario Paint Composer 2.0., con l'aggiunta di più suoni e la possibilità di salvare. Puoi anche scegliere di caricare il brano, tuttavia provare a farlo non risulterà nulla.

## Accoglienza
AllGame valutò Mario Paint con cinque stelle su cinque, chiamandolo "forse l'idea più ingegnosa ed ispirata che Nintendo abbia mai avuto per un prodotto". Nel 2006, venne valutato il centosessantaduesimo miglior gioco creato per una console Nintendo nella lista dei migliori 200 giochi di Nintendo Power. Nel 2014, IGN lo classificò come il centocinquesimo miglior gioco Nintendo nella sua lista dei migliori 125 giochi Nintendo di sempre.
US Gamer considera Mario Paint "una soluzione ai programmi grafici su PC costosi" che è "almeno leggermente responsabile per i giochi indie vecchio stampo in 2D attuali". Dice, "Ogni singolo elemento... è costruito per rendere l'atto della creazione divertente, anche se stai semplicemente scarabocchiando".

### Lascito

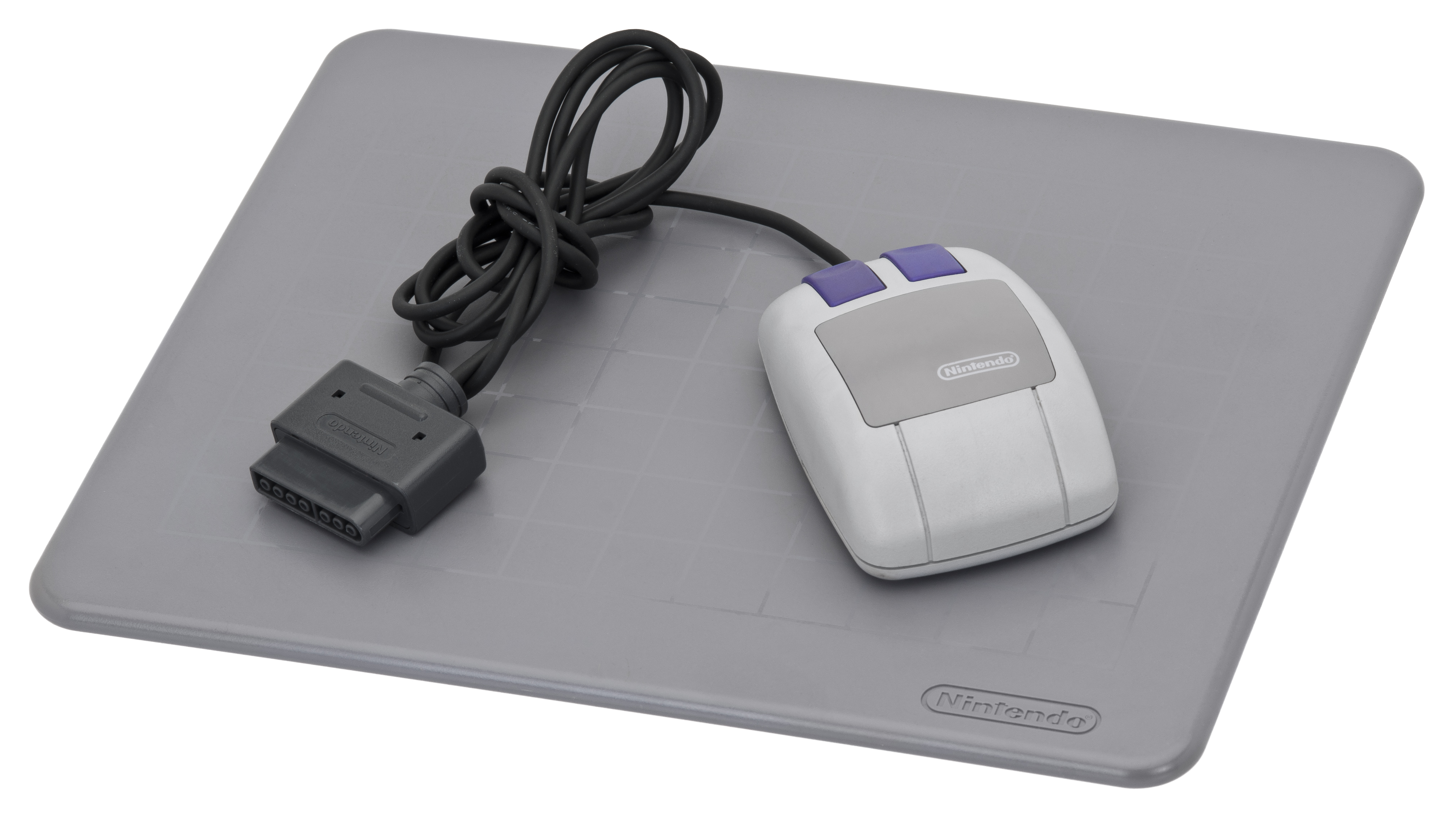
Lo SNES Mouse ed il pad confezionati con il gioco.

#### Nei videogiochi
Importanti sviluppatori hanno citato Mario Paint come un'ispirazione. Masahito Hatakeyama, uno dei designer di WarioWare D.I.Y. per Nintendo DS, cita gli strumenti di disegno e di creazione musicale di ' Mario Paint come ispirazione per gli strumenti di disegno e creazione musicale di D.I.Y., mentre diversi membri del team di sviluppo lo hanno citato come il gioco che insegnò loro la gioia di sviluppare videogiochi.  WarioWare D.I.Y. permette ai giocatori di registrare note vocali attraverso il microfono del DS e di applicare su di essi suoni e versi di animali, similmente alla creazione di musica di Mario Paint. WarioWare D.I.Y. usa un programma di disegno basato sull'idea di Mario Paint dove il giocatore crea un fumetto o una grafica per il suo microgioco personalizzato. Quando "Mario Paint" è selezionato come nome del microgioco o del fumetto, verrà suonato il tema di Mario Paint. Alcuni degli effetti sonori e degli strumenti musicali di Mario Paint appaiono in questo gioco.
Un'altra controparte del gioco appare in WarioWare: Touched!, con il nome Wario Paint. Essa permette al giocatore di utilizzare lo stilo del Nintendo DS per colorare vari personaggi del gioco. Il minigioco di Mario Paint appare nuovamente nel gioco precedente, WarioWare, Inc.: Mega Microgame$. Il Canale Foto della Wii presenta delle funzionalità di montaggio simili a quelle di Mario Paint, ed include gran parte delle gomme da cancellare del gioco.
Takashi Tezuka, game director di Super Mario Maker per Wii U, affermò che "fu ispirato a portare il divertimento di Mario Paint nell'editor di percorsi per creare qualcosa di divertente e creativo da far gradire alle persone". Infatti, il gioco include gli easter egg della schermata del titolo ed il minigioco. US Gamer chiamò Mario Paint una parte essenziale della "strada verso Super Mario Maker".
Uno dei compositori di Mario Paint, Hirokazu Tanaka, lavorò successivamente su EarthBound, dove appaiono alcuni degli effetti sonori di Mario Paint.
Un remix del tema di Mario Paint può essere ascoltato nello scenario Miiverse in Super Smash Bros. per Wii U.

#### Nei film
Il primo episodio di Homestar Runner nel 1996 venne animato utilizzando Mario Paint. Un primitivo video di introduzione creato con Mario Paint può essere trovato sul sito. Un altro corto nella serie, "Strong Bad is a Bad Guy", venne creato utilizzando Mario Paint.